# Klaus Meetz
Klaus Meetz (* 23. Mai 1946 in Hamburg), Sohn von Hans und Anna Meetz, ist ein ehemaliger deutscher Volleyballspieler.
Klaus Meetz spielte in den 1960er und 1970er Jahren in seiner Heimat beim Bundesligisten Hamburger SV. Er kam auf 1320 Einsätze für den HSV, mit der deutschen Nationalmannschaft bestritt er 117 Länderspiele. 1972 nahm er an den Olympischen Spielen in München teil, belegte hier aber nur den vorletzten Platz. Mit dem HSV wurde er 1976 und 1977 Deutscher Meister und gewann 1974 und 1977 den DVV-Pokal. Nach dem Abstieg des HSV 1979 spielte Klaus Meetz noch zwei Jahre in der 2. Bundesliga, wo ihm 1981 der Wiederaufstieg gelang. Beruflich wurde er in der Immobilienwirtschaft und im Gastgewerbe tätig. Bis 2008 war Klaus Meetz Manager und Jugendtrainer beim 1. VC Norderstedt, bis er wegen Betrugs zu einer Gefängnisstrafe verurteilt wurde.